# Saratov Airlines

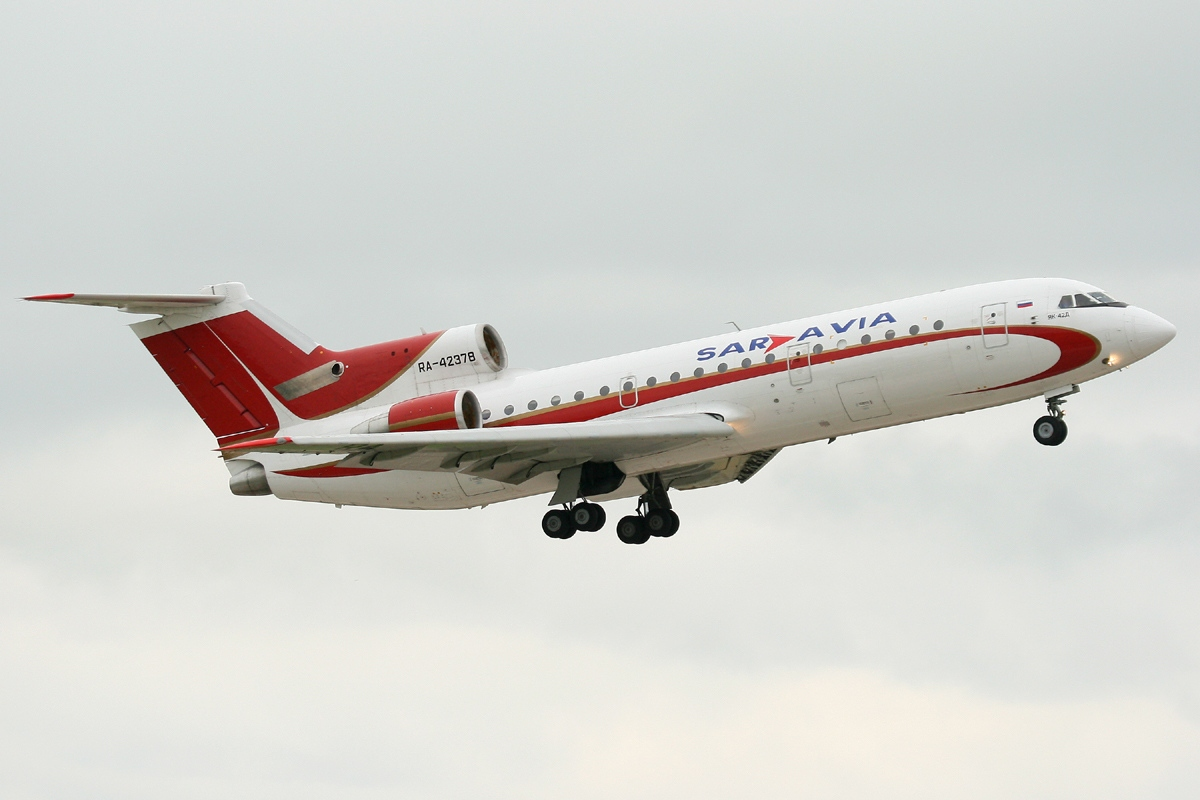
Колишня Saravia Як-42Д

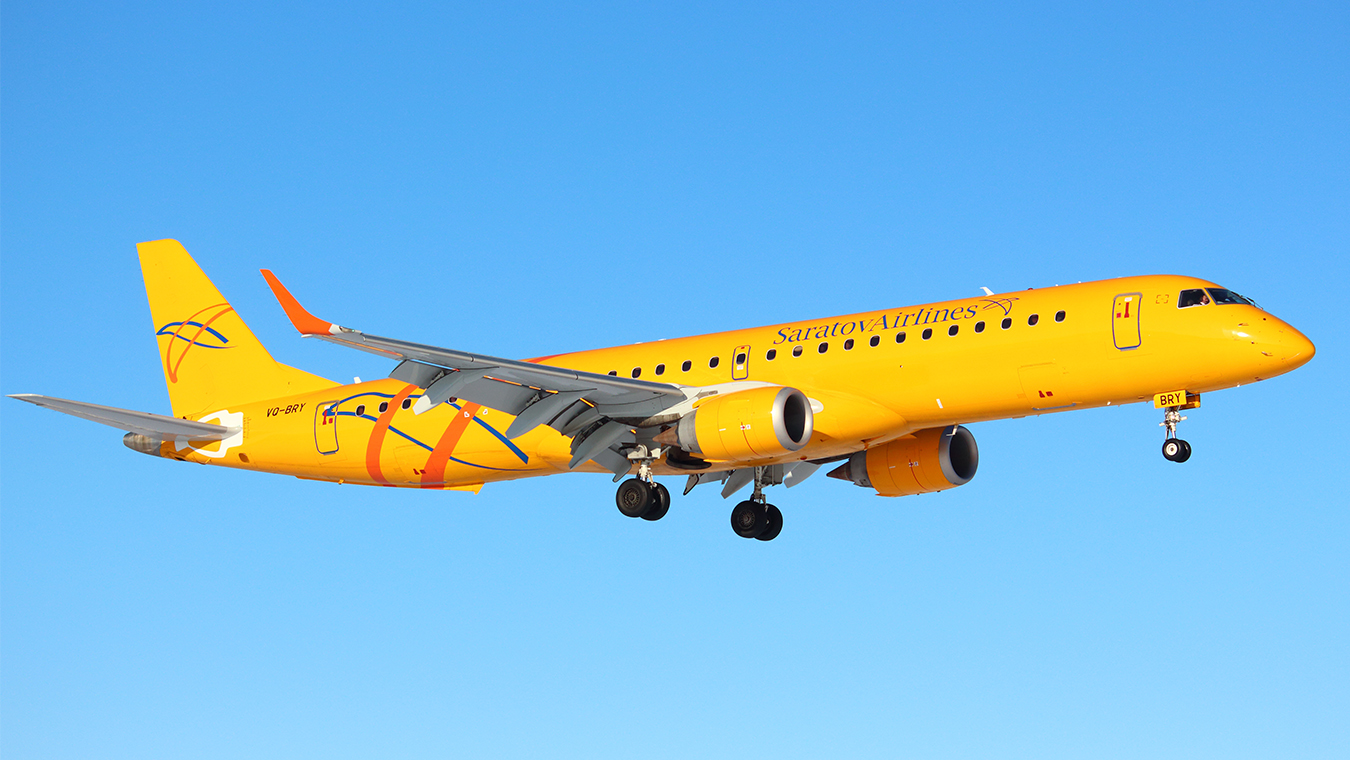
Saratov Airlines Embraer 195

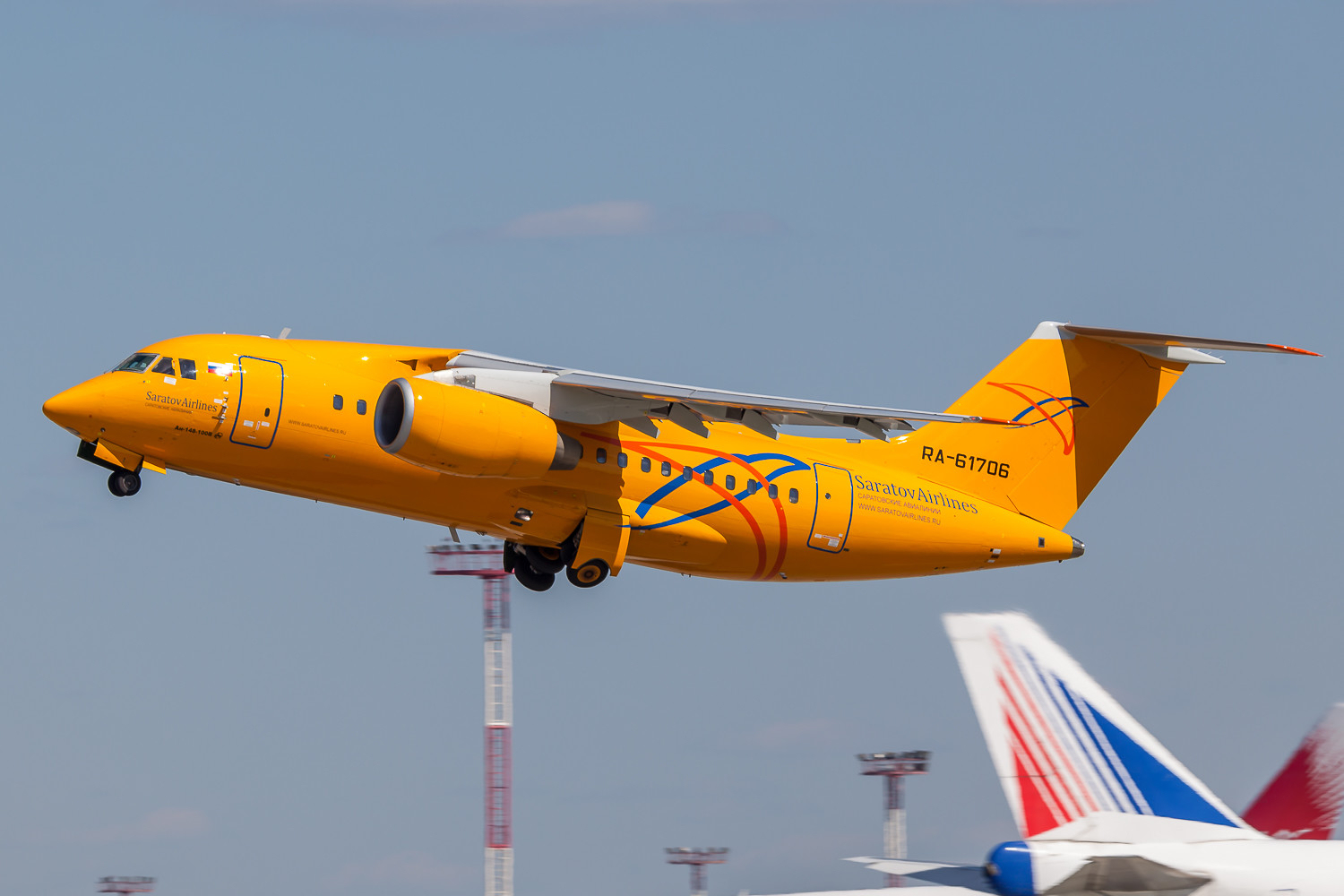
Saratov Airlines Antonov An-148

Saratov Airlines — колишній російський авіаперевізник, який займався авіаперевезеннями та експлуатацією аеропорту Саратов-Центральний.
За підсумками 2017 року пасажирообіг авіакомпанії склав 750 000 пасажирів. Базувався в аеропортах Саратов-Центральний і Красноярськ-Ємельяново. Головний офіс компанії знаходився в Саратові.
30 травня 2018 року за підсумками позапланових перевірок Федеральне агентство повітряного транспорту анулювало сертифікат експлуатанта авіакомпанії. Причиною названо формальний підхід до усунення невідповідностей і відсутність належного контролю з боку керівництва авіакомпанії. 
Авіакомпанія була оператором аеропорту Саратов-Центральний. Через припинення її діяльності з'явилася інформація про можливе закриття аеропорту.

## Флот
Флот Saratov Airlines на травень 2018:
| Тип                | В дії | Замовлено | Пасажирів | Пасажирів | Пасажирів | Примітки                                                                   |
| Тип                | В дії | Замовлено | C         | Y         | Разом     | Примітки                                                                   |
| ------------------ | ----- | --------- | --------- | --------- | --------- | -------------------------------------------------------------------------- |
| Antonov An-148-100 | 1     | —         | —         | 83        | 83        | У суборенді від авіакомпанії «Росія». Ще 1 літак знаходиться на зберіганні |
| Boeing 737-800     | —     | 1         | TBA       | TBA       | TBA       | планувалися до кінця 2018 року                                             |
| Embraer ERJ-195    | 2     | 2         | 10        | 104       | 114       | Отримано в квітні і травні 2018, але не літали з того часу..               |
| Yakovlev Yak-42    | 5     | —         | 16        | 84        | 100       | Виведення з експлуатації до 2019 року                                      |
| Yakovlev Yak-42    | 5     | —         | —         | 120       | 120       | Виведення з експлуатації до 2019 року                                      |
| Разом              | 8     | 3         |           |           |           |                                                                            |